# Ichoria thyrassia
Ichoria thyrassia là một loài bướm đêm thuộc phân họ Arctiinae, họ Erebidae.